# 俄勒岡鎮區 (密歇根州)
俄勒岡鎮區（英語：Oregon Township）是位於美國密歇根州拉皮爾縣的一個行政鎮區。

## 地方資料
俄勒岡鎮區的面積為91.30平方千米，當中陸地面積為85.90平方千米，而水域面積為5.40平方千米。根據2020年美國人口普查的數據，當地共有人口5712人，而人口密度為每平方千米62.56人。